# فريدريك أبوت
فريدريك أبوت (25 نوفمبر 1901 في نيوزيلندا - 4 مايو 1952 في المملكة المتحدة) (بالإنجليزية: Frederick Abbott)‏ هو لاعب كريكت بريطاني (وحمل سابقاً جنسية المملكة المتحدة لبريطانيا العظمى وأيرلندا).

## وصلات خارجية
- فريدريك أبوت على موقع إي آس بي آن كريك إنفو (الإنجليزية)